# Wenlong (köpinghuvudort i Kina, Jiangxi Sheng, lat 24,77, long 114,90)
Wenlong är en köpinghuvudort i Kina. Den ligger i provinsen Jiangxi, i den sydöstra delen av landet, omkring 450 kilometer söder om provinshuvudstaden Nanchang. Antalet invånare är 15 218. Befolkningen består av 7 520 kvinnor och 7 698 män. Barn under 15 år utgör 19,0 %, vuxna 15-64 år 71 %, och äldre över 65 år 8,0 %.
Runt Wenlong är det ganska tätbefolkat, med 139 invånare per kvadratkilometer. Närmaste större samhälle är Lishi, 14,2 km öster om Wenlong. I omgivningarna runt Wenlong växer huvudsakligen savannskog.
Genomsnittlig årsnederbörd är 2 068 millimeter. Den regnigaste månaden är maj, med i genomsnitt 388 mm nederbörd, och den torraste är oktober, med 15 mm nederbörd.